# Чертас
Чертас — деревня в Большеболдинском районе Нижегородской области. Входит в состав Молчановского сельсовета. Население 175 (2010) человек

## Общая физико-географическая характеристика
Географическое положение
По автомобильным дорогам расстояние до областного центра города Нижнего Новгорода составляет 210 км, до районного центра села Большого Болдино — 28 км.
Часовой пояс
Чертас, как и вся Нижегородская область, находится в часовой зоне МСК (московское время). Смещение применяемого времени относительно UTC составляет +3:00.

## История
В «Списке населенных мест» Нижегородской губернии по данным за 1859 год значится как ведомственная деревня Московских училищ ордена Святой Екатерины и Александровского, в первом стане Сергачского уезда при речке Чеке в 54 верстах от Сергача. В деревне насчитывалось 26 дворов и проживало 180 человек (86 мужчин и 94 женщины).

## Население
| 1999 | 2002 | 2010 |
| ---- | ---- | ---- |
| 178  | ↗194 | ↘175 |

Национальный состав
Согласно результатам переписи 2002 года, в национальной структуре населения русские составляли 95% из 194 человек.